# Diego Flores

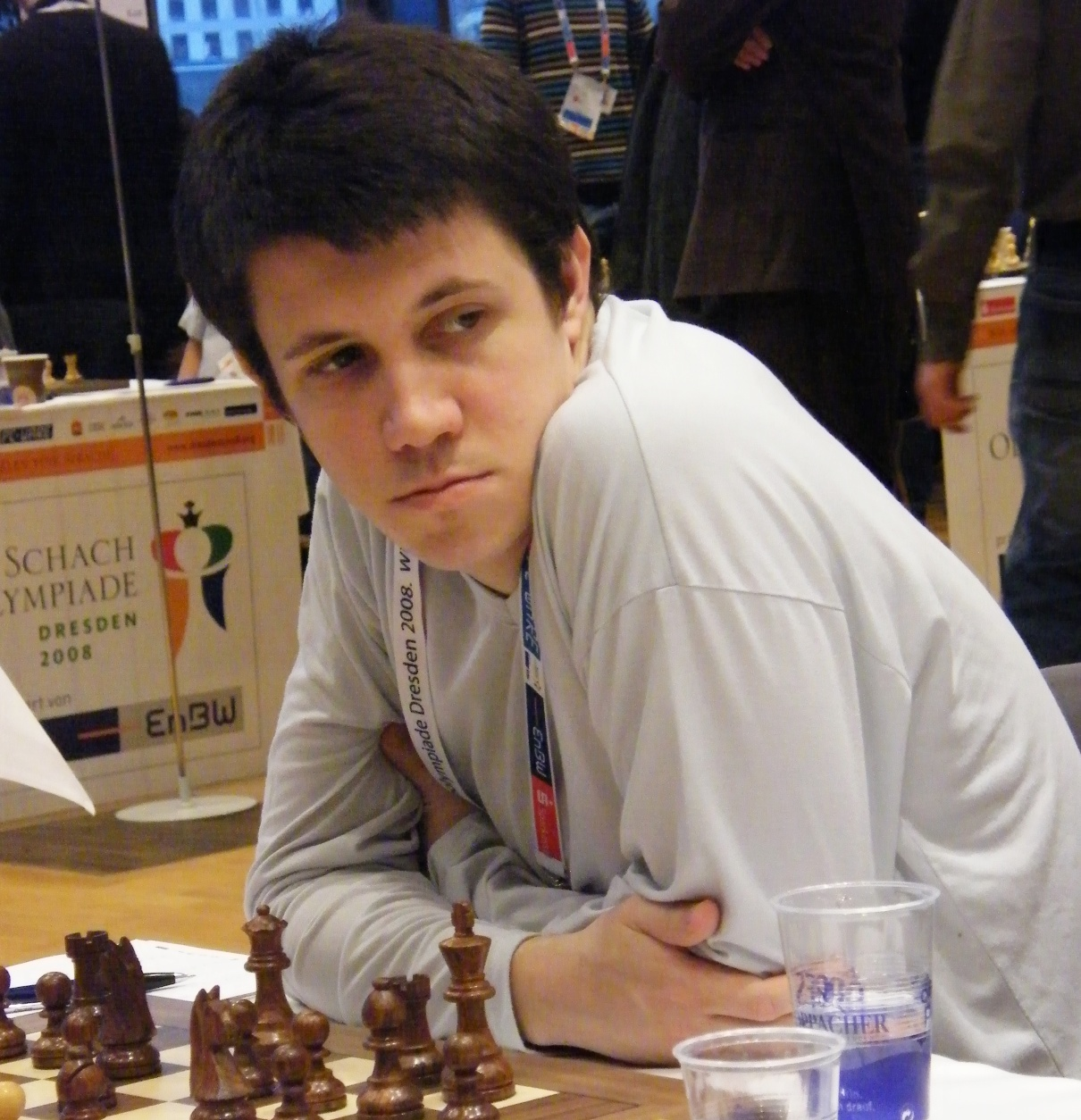
Diego Flores 2008

Diego Flores (Las Palmas de Gran Canaria, 18 december 1982) is een Argentijns schaker met een FIDE-rating van 2513 in 2005 en rating 2588 in 2016. Hij is, sinds 2008, een grootmeester (GM). 
In september 2005 speelde hij mee in het toernooi om het kampioenschap van Argentinië en eindigde hij met 6 punten uit 9 ronden op de eerste plaats. Vervolgens won hij ook de Argentijnse schaakkampioenschappen van 2009, 2012 en 2013. 
Hij speelde voor het Argentijnse nationale team in de Schaakolympiades van 2006, 2008, 2010, 2012 en  2014. Flores nam deel aan de toernooien om de FIDE Wereldbeker Schaken in 2005, 2007, 2009 en 2013. 
In 2010 won hij het 2e Magistral Marcel Duchamp round-robintoernooi in Buenos Aires, na de tiebreak met Sandro Mareco. Ook in 2010 ontving  Flores het Konex Award Merit Diploma voor zijn plaats in de  top vijf van Argentijnse  schakers in het afgelopen decennium. In 2011 werd hij bij de 2e Latin American Cup in Montevideo tweede, na Alexandr Fier. In 2012 werd hij in het American Continental Championship  in Mar del Plata, gedeeld eerste met  Julio Granda Zuniga, Alexander Shabalov, Gregory Kaidanov en Eric Hansen.
Sinds 2004 schrijft hij schaakcolumns in Junín's Diario Democracia.

## Externe koppelingen
- (en)   Informatie over schaakpartijen van Diego Flores op ChessGames.com
- (en)   Informatie over schaakpartijen van Diego Flores op 365chess.com
- (en)  FIDE-ratinggegevens voor Diego Flores